# Papilio mayo
Espèce
Papilio mayo ou Mormon des Andamans est une espèce de lépidoptères (papillons) de la famille des Papilionidae. L'espèce est endémique des îles Andaman dans l'océan indien. 